# 赫尔辛基协议

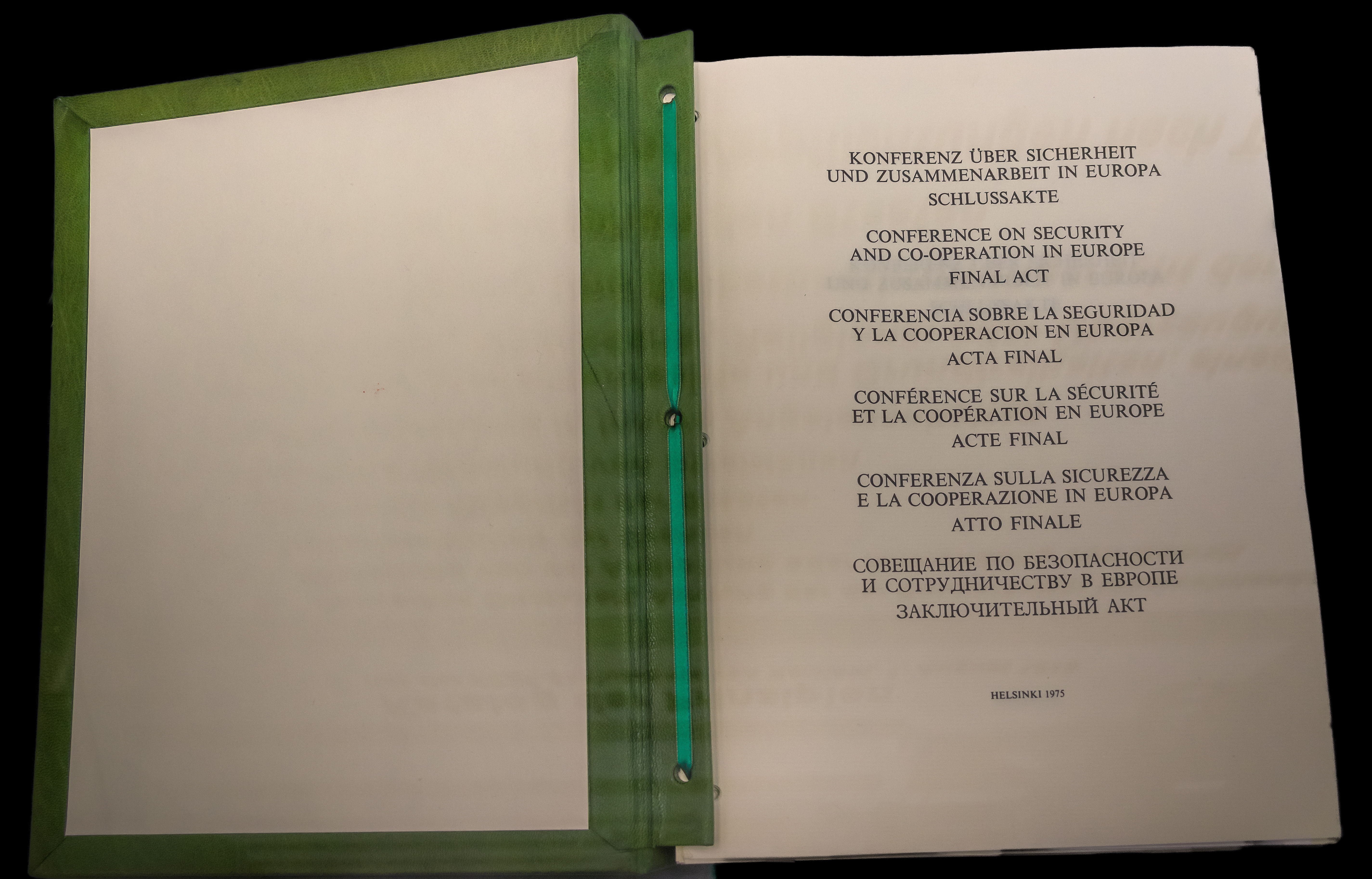
赫尔辛基协议

赫尔辛基蕆事議定書（英語：Helsinki Final Act），又稱赫爾辛基最終文件、赫尔辛基协议（英語：Helsinki Accords）、赫爾辛基宣言（英語：Helsinki Declaration），歐洲安全與合作會議蕆事文件（英語：Conference on Security and Co-operation in Europe Final Act），1975年8月，在芬兰首都赫尔辛基举行了「欧洲安全與合作会议」，共35个国家（包括美国、加拿大，與除阿尔巴尼亚、安道尔外的全部欧洲国家）签署了这项协议。

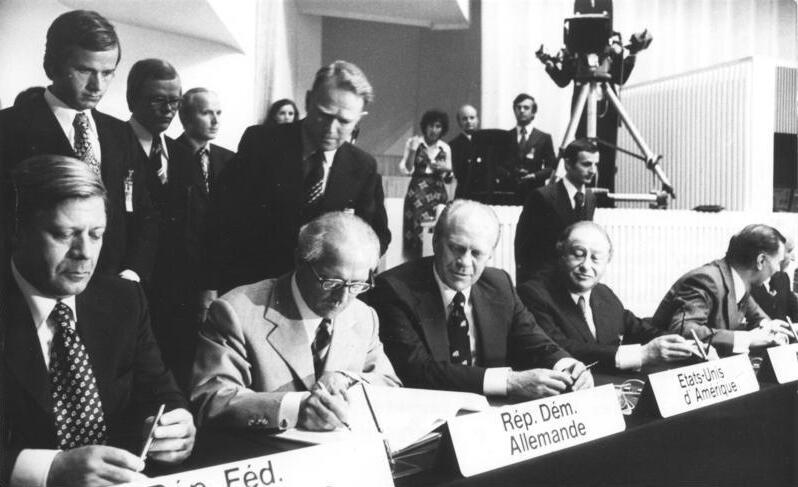
1975年8月，签署赫尔辛基协议的各國元首，圖中為時任美國總統傑拉爾德·福特。

## 協議內容與影響
赫爾辛基協議的內容可分為四大部分。第一類包括十項原則，內容涉及政治和軍事問題，領土完整與定義邊界，和平解決爭端和建立互相信任措施。第二部分專注於經濟問題，如貿易和科技合作。第三部分強調人權，包括移民自由，文化交流和出版自由。最後，第四部分是正式實施細節與後續討論，旨在改善西方國家與社会主义国家的關係。
此協議雖然承认蘇聯所劃分的與東德及波蘭的邊界線，但同時宣扬其中的人權條款以诱导苏联地区的人权观念向古典自由主义路径回归。尽管“铁幕”两侧的人权运动都强调个体的公民权利与政治权利，但受此影响，“后现代”人权观并不强调对个体自由的保护，而是更注重增强对人权的全球监管。
第一類中提出十項原則，包括:
- 主權平等，尊重天賦的主權權利。
- 抑制威脅或使用武力。
- 確認邊境的不可侵犯性。
- 確認國家領土的完整性。
- 確認和平解決爭端原則。
- 不干預內部事務。
- 尊重人權和基本自由，包括思想自由、良知、宗教和信仰。
- 平等和人民自決。
- 國與國互相合作。
- 在國際法下誠信履行義務。

## 福特政府
1974年8月，副總統杰拉爾德·福特上任時，歐洲安全與合作會議的談判已經進行了將近兩年。儘管蘇聯一直在尋求快速解決方案，但各方都沒有迅速讓步，特別是各自对于人權問題与定义上。在整個談判的大部分過程中，美國領導人都對這一過程不感興趣。
在結束談判和簽署赫爾辛基蕆事議定書的幾個月中，美國公眾，部分東歐裔美國人表示，他們擔心該協議將意味著接受以蘇聯为首的华约集团。福特總統也對此感到擔憂，並要求美國國家安全委員會對此作出澄清。美國參議院也擔心东欧和歐安會的命運。幾位參議員寫信給福特總統，要求推遲最後的首腦會議，直到所有問題解決為止，並以有利於西方的方式進行。
福特總統出發前往赫爾辛基前不久，他與一群東歐裔美國人舉行了會議，并表示美國對波羅的海國家的政策不會改變同时拒绝会见苏联人索尔仁尼琴。白宫发言人表示，福特总统之所以这么做是因为听取了国家安全委员会的建议，认为与索尔仁尼琴会面将不符合缓和政策。
福特於1975年7月對東歐裔美國人代表團稱：
赫爾辛基文件涉及政治和道義上的承諾，旨在減輕緊張局勢並進一步開放東西方人民之間的溝通渠道。……除了我們自己的道德和法律標準以及更正式的條約協議，例如《聯合國憲章》和《人權宣言》，我們沒有承諾超出我們已經承諾的範圍。……如果一切失敗，歐洲不會比現在更糟。如果它部分成功，東歐人民的生活會好很多，自由事業也將發展。”
他的保證幾乎沒有效果，且負評不断。美國公眾仍不相信《赫爾辛基協議》不會改變美國關於波羅的海的政策。儘管各地皆有抗議，福特還是決定簽署協議。隨著國內批評的加劇，福特對他對《赫爾辛基協定》的支持從總體上削弱了他在外交政策中的地位。他在辯論中否認克里姆林宮實際控制了波蘭，并声称“苏联没有统治东欧，这种情况也绝不会在福特政府期间发生”，这使选情更有利于卡特。基辛格也辩论称与民主国家相比，它“对拥有着最庞大陆军的强国具有更大的约束”。

## 歐安組織
這項協議創建了由56名成員組成的歐洲安全與合作組織積極在全球倡導民主和人權，並在蘇聯解體之後於波斯尼亞、阿爾巴尼亞、克羅埃西亞、車臣、科索沃、喬治亞和塔吉克開展一系列平息衝突的行動，全球有多達3000名僱員。

## 出席国家
- 奥地利
- 比利时
- 保加利亚
- 加拿大
- 賽普勒斯
- 捷克斯洛伐克
- 丹麦
- 东德
- 芬兰
- 法國
- 希腊
- 匈牙利
- 冰島
- 愛爾蘭
- 義大利
- 列支敦斯登
- 盧森堡
- 馬爾他
- 摩納哥
- 荷蘭
- 挪威
- 波兰
- 葡萄牙
- 罗马尼亚
- 圣马力诺
- 苏联
- 西班牙
- 瑞典
- 瑞士
- 土耳其
- 英国
- 美国
- 梵蒂冈
- 西德
- 南斯拉夫

## 出席国家元首/政府首脑/外交官
| 东方集团                   | 东方集团               |                            | 西方阵营       | 西方阵营 |
| 姓名                       | 职务                   | 姓名                       | 职务           |          |
| -------------------------- | ---------------------- | -------------------------- | -------------- | -------- |
| 埃里希·昂纳克              | 民主德国领导人         | 赫尔穆特·施密特            | 联邦德国总理   |          |
| 托多尔·日夫科夫            | 保加利亚国务委员会主席 | 布鲁诺·克赖斯基            | 奥地利总理     |          |
| 卡达尔·亚诺什              | 匈牙利部长会议主席     | 莱奥·廷德曼斯              | 比利时首相     |          |
| 爱德华·盖莱克              | 波兰统一工人党第一书记 | 皮埃尔·特鲁多              | 加拿大总理     |          |
| 尼古拉·齐奥塞斯库          | 罗马尼亚国务委员会主席 | 马卡里奥斯三世             | 塞浦路斯总统   |          |
| 古斯塔夫·胡萨克            | 捷克斯洛伐克总统       | 安高·约恩森                | 丹麦首相       |          |
| 列昂尼德·伊里奇·勃列日涅夫 | 苏联最高领导人         | 卡洛斯·阿里亚斯·纳瓦罗     | 西班牙首相     |          |
| 约瑟普·布罗兹·铁托         | 南斯拉夫总统           | 乌尔霍·吉科宁              | 芬兰总统       |          |
|                            |                        | 瓦勒里·季斯卡·德斯坦       | 法国总统       |          |
|                            |                        | 杰拉尔德·福特              | 美国总统       |          |
|                            |                        | 哈罗德·威尔逊              | 英国首相       |          |
|                            |                        | 康斯坦蒂诺斯·卡拉曼利斯    | 希腊总理       |          |
|                            |                        | 利亚姆·科斯格雷夫          | 爱尔兰总理     |          |
|                            |                        | 盖尔·哈德格里姆松          | 冰岛总理       |          |
|                            |                        | 阿尔多·莫罗                | 意大利总理     |          |
|                            |                        | 沃尔特·基贝尔              | 列支敦士登首相 |          |
|                            |                        | 加斯东·托恩                | 卢森堡首相     |          |
|                            |                        | 多姆·明托夫                | 马耳他总理     |          |
|                            |                        | 安德烈·圣-米雷克斯         | 摩纳哥国务大臣 |          |
|                            |                        | 特里格弗·布拉特利          | 挪威首相       |          |
|                            |                        | 约普·登厄伊尔              | 荷兰首相       |          |
|                            |                        | 弗朗西斯科·达科斯塔·戈麦斯 | 葡萄牙总统     |          |
|                            |                        |                            | 圣马力诺执政官 |          |
|                            |                        | 阿戈斯蒂诺·卡萨罗利        | 聖座國務卿     |          |
|                            |                        | 奥洛夫·帕尔梅              | 瑞典首相       |          |
|                            |                        | 皮埃尔·格拉贝尔            | 瑞士聯邦主席   |          |
|                            |                        | 苏莱曼·德米雷尔            | 土耳其总理     |          |